# Bo Bosson (Natt och Dag)
Bo Bosson av ätten Natt och Dag, död mellan 1389 och 1391, var ett svenskt riksråd. Han var son till Bo Nilsson och Cecilia Knutsdotter (Aspenäsätten), och far till Sten Bosson, Knut Bosson och Märta Bosdotter (senare gift med Algot Magnusson (Sture)).

## Biografi
Bo Bosson har då han fick faderns förnamn antagits ha varit född postumt. Han omtalas 1336 av sin mor som yngste sonen och förekommer annars inte i några dokument förrän 1356. Han var då dubbad till riddare. År 1364 beseglade han kung Albrekt av Mecklenburgs indragning av en tredjedel av fattigtionden i Linköpings stift. År 1371 uppträdde han som en av Albrekts representanter i samband med stilleståndet mellan Albrekt och kungarna Magnus och Håkans anhängare slöts vid Edsviken. Han omtalas 1374 som en av åtta män som tillsammans med Bo Jonsson (Grip) fick fri lejd för förhandlingar med kung Albrekt.
År 1376 omtalas han som riksråd. Han bevittnade även Bo Jonssons testamente 1384, och erhöll då tusen mark lödigt silver ur testamentet mot att han hjälpte exekutorerna att fullfölja Bo Jonssons intentioner. Sista gången han omtalas i livet är hösten 1389, då han var en av utfärdarna av ett brev på mötet i Söderköping, där drottning Margareta slutgiltigt tog makten i Sverige.

### Egendom
Bo Bosson ägde Ringshult i Torpa socken.

### Familj
Bo Bosson var gift och fick barnen Märta Bosdotter (död 1414) som var gift med väpnaren Kristofer Mikelsdorp och riddaren och riksrådet Algot Magnusson (Sture), riddaren och riksrådet Sten Bosson (Natt och Dag) (död 1411), Benkta Bosdotter som var gift med riddaren och häradshövdingen Torkel Haraldsson (Gren), biskopen Knut Bosson (Natt och Dag) i Linköpings stift, riddaren och riksrådet Nils Bosson (Natt och Dag), Bo Bosson, Bengt Bosson och en dotter som var gift med riddaren Giso van Helpten i Mecklenburg.